# Janji Matogu (Dolok)
Janji Matogu is een bestuurslaag in het regentschap Padang Lawas Utara van de provincie Noord-Sumatra, Indonesië. Janji Matogu telt 279 inwoners (volkstelling 2010).